# Jacinto Elá

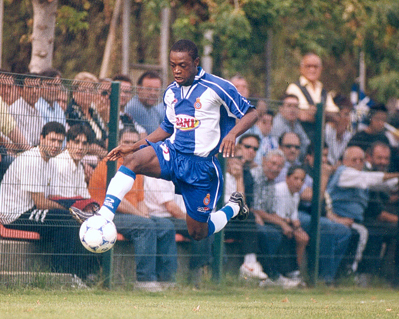
Jacinto Elá con el Espanyol "B"

Jacinto Elá Eyene (Añisoc, Guinea Ecuatorial, 2 de mayo de 1982), también conocido como Jacinto Elá, es un exfutbolista ecuatoguineano con nacionalidad española ya que llegó a España con 11 meses. Se desempeñaba como extremo (tanto izquierdo como derecho) y ha sido internacional con la selección española en categorías juveniles. Sin embargo, Jacinto optó por jugar con la selección mayor de Guinea Ecuatorial tras haber pasado por la selección española sub-18 y la sub-19.

## Trayectoria
Con 18 años fichó por el Southampton F.C. siendo el primer jugador español menor de 20 años en fichar por un club de la Premier League. Estuvo cedido en el Hércules de Alicante C.F., allí sufrió una lesión de rodilla que le mantuvo más de un año sin jugar un partido.[cita requerida]
En su palmarés figura ser nombrado mejor jugador del mundo Infantil en la Nike Premier Cup de 1996, un ascenso de categoría en España (de Tercera División a Segunda División B) con el R. C. D. Espanyol "B", además de ser campeón con éste de la Copa del Rey Juvenil en 2001, y un tercer puesto en el Europeo Sub-18 disputado en Finlandia, 2001.
Tras dejar el fútbol con 26 años, ha trabajado en varios empleos (diseñador de camisetas, tripulante de trenes de largo recorrido, dependiente en tienda...) Actualmente ejerce de velador en una escuela pública ayudando a alumnos con dificultades.[cita requerida]
Aunque su principal ocupación es la escritura y las conferencias. Es autor de 2 libros: Futbol B: lo que me habría gustado saber cuando era futbolista, y nadie me contó. El segundo libro es Ulises: diario de un futbolista pobre.
Posee un canal de YouTube "Cruzados Rotos" en el que habla de aspectos relacionados con el fútbol, la vida y el trabajo en equipo. También tiene un podcast en Spotify (y varias plataformas) donde toca los mismos temas que en YouTube.

## Clubes
| Club                      | País       | Año       |
| ------------------------- | ---------- | --------- |
| Espanyol "B"              | España     | 1999-2001 |
| Southampton F.C.          | Inglaterra | 2001-2002 |
| Hércules de Alicante C.F. | España     | 2002-2003 |
| Southampton F.C.          | Inglaterra | 2003-2004 |
| Alavés "B"                | España     | 2004-2005 |
| Dundee United F.C.        | Escocia    | 2005-2006 |
| C.F. Gavà                 | España     | 2006      |
| U.D.A. Gramenet           | España     | 2007      |
| A.D. Fundación Logroñés   | España     | 2007-2008 |
| C.E. Premià               | España     | 2008      |
| F.C. Levante Las Planas   | España     | 2008-2010 |